# Vipsania Agrippina
Vipsania Agrippina, född 35 f.Kr., död 20 e.Kr., var dotter till Marcus Vipsanius Agrippa och hans första hustru Pomponia Caecilia Attica och barnbarn till en vän till Cicero, riddaren Titus Pomponius Atticus. Hans mormor var en ättling till Marcus Licinius Crassus.
Octavianus och hennes fader trolovade henne med Tiberius innan hon fyllt ett år. 20 eller 16 f.Kr. gifte hon sig med Tiberius. Deras son Drusus den yngre föddes 13 f.Kr. Hennes fader Marcus Vipsanius Agrippa dog i mars 12 f.Kr. Han hade tidigare varit gift med kejsar Augustus enda dotter Julia den äldre.
Året efter Vipsania Agrippinas faders död tvingade kejsaren Tiberius att skilja sig från Vipsania och gifta om sig med Julia. Detta av politiska skäl. Tiberius skiljde sig mycket motvilligt från Vipsana, eftersom han älskade henne och inte tyckte om Julia. Vipsania var gravid vid tillfället, men miste sitt barn av chocken över att behöva skilja sig från Tiberius.
Tiberius glömde aldrig Vipsania. Samma år som hon skilde sig gifte hon om sig med Gajus Assinius Gallus Sallonius med vilken hon hade minst sex söner. Tiberius avskydde hennes nye man, eftersom han tog till sig Drusus som sin egen son. Vipsania avled några dagar efter hennes sons ovation (romersk triumf), som ägde rum den 28 maj år 20.